# KS 10

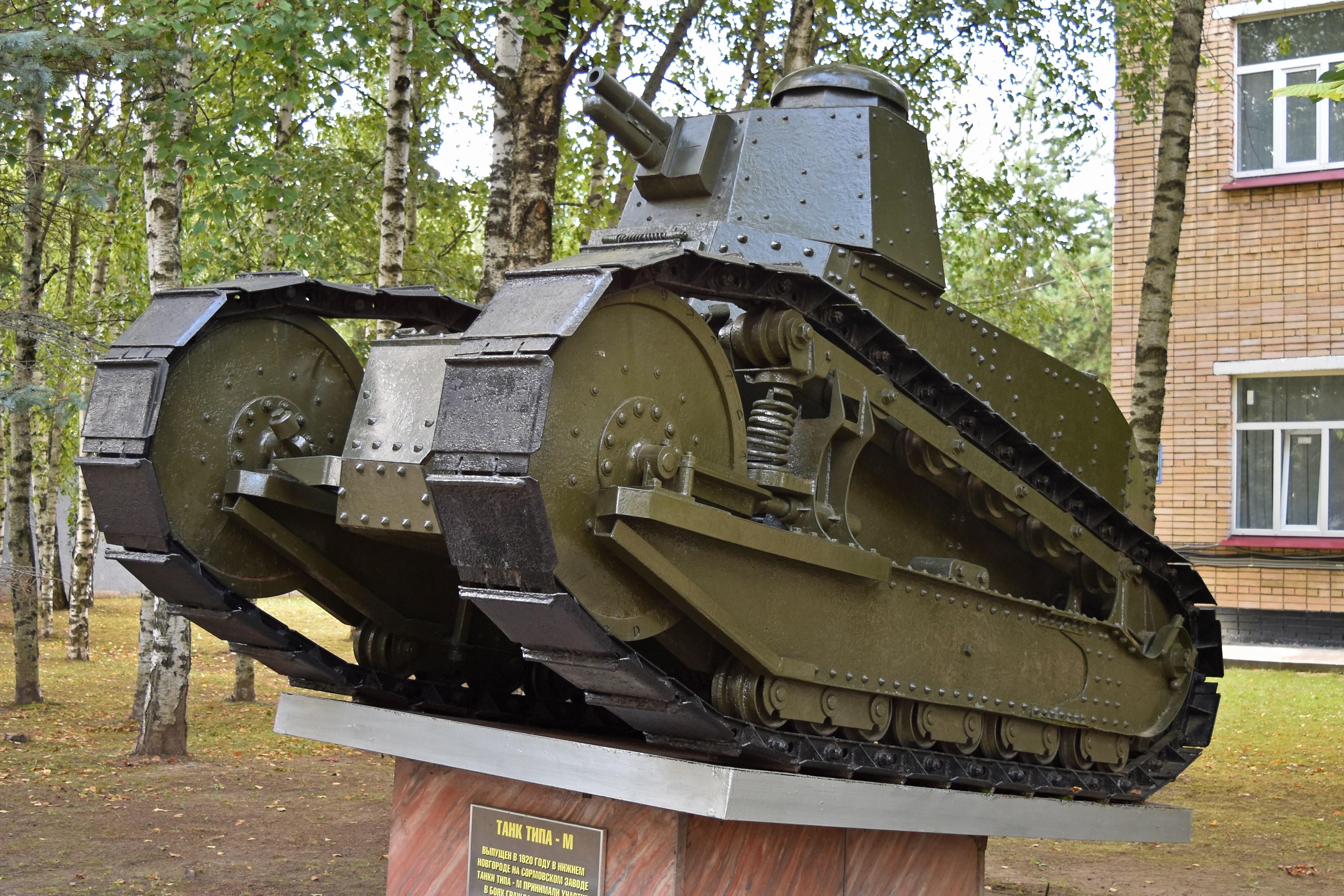
KS 10 in het Koebinka Tankmuseum

De KS 10 is een Russische tank gebaseerd op de Franse Renault FT en werd daarom wel de Russische Renault (Russisch: Русский Renault) genoemd.

## Geschiedenis
De tank werd in 1919 gebouwd op basis van de Franse tank uit de Eerste Wereldoorlog. De motor van een Fiat werd gebruikt om de tank aan te drijven. Er werden er tot mei 1921 vijftien van gemaakt en ze hadden verschillende namen. De tank werd gebruikt tot 1930.

## Namenlijst
Hier volgt een lijst met de namen gegeven aan de 15 KS 10's. De namen zijn vertaald naar het Nederlands.
| Nummer | Vertaalde naam                         | Russische naam          | Vernoemd naar |
| ------ | -------------------------------------- | ----------------------- | ------------- |
| 1      | Vechter voor Vrijheid - Kameraad Lenin |                         | Lenin         |
| 2      | Lijnbreker - Volgin                    |                         |               |
| 3      | Voorwaarts                             | Вперёд                  |               |
| 4      | onbekend                               |                         |               |
| 5      | onbekend                               |                         |               |
| 6      | Doemawerper                            |                         | Doema         |
| 7      | Lavr Kornilov                          |                         | idem          |
| 8      | onbekend                               |                         |               |
| 9      | Lev Davidovitsj Bronstein              | Лев Давидович Бронштейн | Trotski       |
| 10     | Tsaritsynbevrijder                     |                         | Wolgograd     |
| 11     | verdediger van Simbirsk                |                         | Oeljanovsk    |
| 12     | onbekend                               |                         |               |
| 13     | onbekend                               |                         |               |
| 14     | onbekend                               |                         |               |
| 15     | Einde bestemming                       |                         |               |